# Žabí Lhotka
Žabí Lhotka, někdy nazývaná též Druhova Lhota nebo Jencova Lhota, je zaniklá vesnice, po které se dochoval pouze hospodářský dvůr ležící v polích jihovýchodně od obce Lužec nad Cidlinou. Nachází se zde stejnojmenný rybník.

## Historie
O vesnici se dochovala první písemná zmínka z roku 1395, kdy byla v majetku Beneše ze Lhotky. Ve vesnici bývala i tvrz, o které je zmínka v roce 1608. Z tvrze se dochovaly pouze klenutá sklepení a část vodního příkopu. Vesnice zanikla v roce 1835, kdy se zbývající obyvatelé přestěhovali do Lužce nad Cidlinou a z vesnice zůstal pouze hospodářský dvůr. 